# Isolar II – The 1978 World Tour
De Isolar II – The 1978 World Tour was een tournee van de Britse muzikant David Bowie, die in 1978 in Noord-Amerika, Europa, Oceanië en Japan gehouden werd. De tournee werd gehouden ter promotie van zijn albums Low en "Heroes", die een jaar eerder verschenen. De tournee wordt ook wel de Low / Heroes World Tour, of de Stage Tour.
De concerten in de Spectrum Arena in Philadelphia, het Civic Center in Providence en de New Boston Garden Arena in Boston werden opgenomen en later in 1978 uitgebracht op het livealbum Stage. Tijdens het concert in het Dallas Convention Center in Dallas werden zes nummers gefilmd en in de Verenigde Staten op TV uitgezonden onder de naam David Bowie on Stage. De concerten in Earl's Court in Londen werden gefilmd en uitgezonden in het Verenigd Koninkrijk onder de naam The London Weekend Show. De opname van "Sound and Vision" tijdens deze show verscheen in 1995 ook op het compilatiealbum Rarest One Bowie. Het concert in de NHK Hall in Tokio werd gefilmd en in Japan uitgezonden onder de naam The Young Music Show. Verder werden alle andere shows ook opgenomen voor privégebruik van Bowie.

## Personeel
- David Bowie: zang, Chamberlin
- Adrian Belew: leadgitaar, achtergrondzang
- Carlos Alomar: slaggitaar, achtergrondzang
- George Murray: basgitaar
- Dennis Davis: drums
- Roger Powell: keyboards, Moog Taurus-baspedaal, synthesizer, achtergrondzang (niet op 11 en 14 november 1978)
- Dennis Garcia: keyboards, synthesizer (alleen op 11 en 14 november 1978)
- Sean Mayes: piano, string ensemble, achtergrondzang
- Simon House: elektrische viool

## Tourdata
| Datum            | Stad                      | Land             | Locatie                                    |
| Noord-Amerika    | Noord-Amerika             | Noord-Amerika    | Noord-Amerika                              |
| ---------------- | ------------------------- | ---------------- | ------------------------------------------ |
| 29 maart 1978    | San Diego                 | Verenigde Staten | San Diego Sports Arena                     |
| 30 maart 1978    | Phoenix                   | Verenigde Staten | Arizona Veterans Memorial Coliseum         |
| 2 april 1978     | Fresno                    | Verenigde Staten | Fresno Convention Center                   |
| 3 april 1978     | Inglewood (Californië)    | Verenigde Staten | The Forum                                  |
| 4 april 1978     | Inglewood (Californië)    | Verenigde Staten | The Forum                                  |
| 5 april 1978     | Oakland (Californië)      | Verenigde Staten | Oakland Coliseum                           |
| 6 april 1978     | Inglewood (Californië)    | Verenigde Staten | The Forum                                  |
| 9 april 1978     | Houston, Texas            | Verenigde Staten | The Summit                                 |
| 10 april 1978    | Dallas                    | Verenigde Staten | Dallas Convention Center                   |
| 11 april 1978    | Baton Rouge               | Verenigde Staten | Louisiana State University Assembly Center |
| 13 april 1978    | Nashville                 | Verenigde Staten | Municipal Auditorium                       |
| 14 april 1978    | Memphis                   | Verenigde Staten | Mid-South Coliseum                         |
| 15 april 1978    | Kansas City               | Verenigde Staten | Municipal Auditorium                       |
| 17 april 1978    | Chicago                   | Verenigde Staten | Arie Crown Theatre                         |
| 18 april 1978    | Chicago                   | Verenigde Staten | Arie Crown Theatre                         |
| 20 april 1978    | Detroit                   | Verenigde Staten | Cobo Arena                                 |
| 21 april 1978    | Detroit                   | Verenigde Staten | Cobo Arena                                 |
| 22 april 1978    | Richfield (Ohio)          | Verenigde Staten | Richfield Coliseum                         |
| 24 april 1978    | Milwaukee                 | Verenigde Staten | MECCA Arena                                |
| 26 april 1978    | Pittsburgh                | Verenigde Staten | Civic Arena                                |
| 27 april 1978    | Landover                  | Verenigde Staten | Capital Centre                             |
| 28 april 1978    | Philadelphia              | Verenigde Staten | Spectrum Arena                             |
| 29 april 1978    | Philadelphia              | Verenigde Staten | Spectrum Arena                             |
| 1 mei 1978       | Toronto                   | Canada           | Maple Leaf Gardens                         |
| 2 mei 1978       | Ottawa                    | Canada           | Ottawa Civic Centre                        |
| 3 mei 1978       | Montreal                  | Canada           | Montreal Forum                             |
| 5 mei 1978       | Providence (Rhode Island) | Verenigde Staten | Civic Center                               |
| 6 mei 1978       | Boston                    | Verenigde Staten | New Boston Garden Arena                    |
| 7 mei 1978       | New York                  | Verenigde Staten | Madison Square Garden                      |
| 8 mei 1978       | New York                  | Verenigde Staten | Madison Square Garden                      |
| 9 mei 1978       | New York                  | Verenigde Staten | Madison Square Garden                      |
| Europa           |                           |                  |                                            |
| 14 mei 1978      | Frankfurt                 | Duitsland        | Festhalle Frankfurt                        |
| 15 mei 1978      | Hamburg                   | Duitsland        | Congress Center Hamburg                    |
| 16 mei 1978      | Berlijn                   | Duitsland        | Deutschlandhalle                           |
| 18 mei 1978      | Essen                     | Duitsland        | Grugahalle                                 |
| 19 mei 1978      | Keulen                    | Duitsland        | Kölner Sporthalle                          |
| 20 mei 1978      | München                   | Duitsland        | Olympiahalle                               |
| 22 mei 1978      | Wenen                     | Oostenrijk       | Wiener Stadthalle                          |
| 24 mei 1978      | Parijs                    | Frankrijk        | Pavillon de Paris                          |
| 25 mei 1978      | Parijs                    | Frankrijk        | Pavillon de Paris                          |
| 26 mei 1978      | Lyon                      | Frankrijk        | Palais des Sports de Gerland               |
| 27 mei 1978      | Marseille                 | Frankrijk        | Palais des Sports                          |
| 31 mei 1978      | Kopenhagen                | Denemarken       | Folketeatret                               |
| 1 juni 1978      | Kopenhagen                | Denemarken       | Folketeatret                               |
| 2 juni 1978      | Stockholm                 | Zweden           | Kungliga Tennishallen                      |
| 4 juni 1978      | Göteborg                  | Zweden           | Scandinavium                               |
| 5 juni 1978      | Oslo                      | Noorwegen        | Ekersberghallen                            |
| 7 juni 1978      | Rotterdam                 | Nederland        | Rotterdam Ahoy                             |
| 8 juni 1978      | Rotterdam                 | Nederland        | Rotterdam Ahoy                             |
| 9 juni 1978      | Rotterdam                 | Nederland        | Rotterdam Ahoy                             |
| 11 juni 1978     | Brussel                   | België           | Vorst Nationaal                            |
| 12 juni 1978     | Brussel                   | België           | Vorst Nationaal                            |
| 14 juni 1978     | Newcastle upon Tyne       | Engeland         | Newcastle City Hall                        |
| 15 juni 1978     | Newcastle upon Tyne       | Engeland         | Newcastle City Hall                        |
| 16 juni 1978     | Newcastle upon Tyne       | Engeland         | Newcastle City Hall                        |
| 19 juni 1978     | Glasgow                   | Schotland        | The Apollo                                 |
| 20 juni 1978     | Glasgow                   | Schotland        | The Apollo                                 |
| 21 juni 1978     | Glasgow                   | Schotland        | The Apollo                                 |
| 22 juni 1978     | Glasgow                   | Schotland        | The Apollo                                 |
| 24 juni 1978     | Stafford                  | Engeland         | New Bingley Hall                           |
| 25 juni 1978     | Stafford                  | Engeland         | New Bingley Hall                           |
| 26 juni 1978     | Stafford                  | Engeland         | New Bingley Hall                           |
| 29 juni 1978     | Londen                    | Engeland         | Earl's Court                               |
| 30 juni 1978     | Londen                    | Engeland         | Earl's Court                               |
| 1 juli 1978      | Londen                    | Engeland         | Earl's Court                               |
| Oceanië          |                           |                  |                                            |
| 11 november 1978 | Adelaide                  | Australië        | Adelaide Oval                              |
| 14 november 1978 | Perth                     | Australië        | Perth Entertainment Centre                 |
| 15 november 1978 | Perth                     | Australië        | Perth Entertainment Centre                 |
| 18 november 1978 | Melbourne                 | Australië        | Melbourne Cricket Ground                   |
| 21 november 1978 | Brisbane                  | Australië        | Lang Park                                  |
| 24 november 1978 | Sydney                    | Australië        | RAS Showgrounds                            |
| 25 november 1978 | Sydney                    | Australië        | RAS Showgrounds                            |
| 29 november 1978 | Christchurch              | Nieuw-Zeeland    | Queen Elizabeth II Park                    |
| 2 december 1978  | Auckland                  | Nieuw-Zeeland    | Western Springs Stadium                    |
| Japan            |                           |                  |                                            |
| 6 december 1978  | Osaka                     | Japan            | Koseinenkin Kaikan                         |
| 7 december 1978  | Osaka                     | Japan            | Koseinenkin Kaikan                         |
| 9 december 1978  | Suita                     | Japan            | Banpaku Kaikan                             |
| 11 december 1978 | Tokio                     | Japan            | Budokan Arena                              |
| 12 december 1978 | Tokio                     | Japan            | NHK Hall                                   |

Afgelaste shows
- 16 mei 1978 - Düsseldorf, Duitsland - Philipshalle
- 27 mei 1978 - Marseille, Frankrijk - Parc Chaneau
- 2 juni 1978 - Stockholm, Zweden - Skansen

## Gespeelde nummers
Van The Rise and Fall of Ziggy Stardust and the Spiders from Mars (1972)
- "Five Years"
- "Soul Love"
- "Star"
- "Hang On to Yourself"
- "Ziggy Stardust"
- "Suffragette City"
- "Rock 'n' Roll Suicide"

Van Aladdin Sane (1973)
- "The Jean Genie"

Van Diamond Dogs (1974)
- "Rebel Rebel"

Van Young Americans (1975)
- "Fame"

Van Station to Station (1976)
- "Station to Station"
- "TVC 15"
- "Stay"

Van Low (1977)
- "Speed of Life"
- "Breaking Glass"
- "What in the World"
- "Sound and Vision"
- "Be My Wife"
- "Warszawa"
- "Art Decade"

Van "Heroes" (1977)
- "Beauty and the Beast"
- ""Heroes""
- "Blackout"
- "Sense of Doubt"

Overige nummers
- "Alabama Song" (oorspronkelijk van de Bertolt Brecht-opera Rise and Fall of the City of Mahagonny uit 1930, in 1980 uitgebracht als non-album single)